# Токар Ніна Гаврилівна
Ніна Гаврилівна Токар (15 лютого 1940, місто Херсон, тепер Херсонської області — 10 грудня 2013, село Кірове, тепер село Лиманець Бериславського району Херсонської області) — українська радянська діячка, вчителька Кіровської середньої школи Бериславського району Херсонської області. Депутатка Верховної Ради УРСР 10—11-го скликань. Член Президії Верховної Ради УРСР у 1980—1990 роках.

## Біографія
Навчалась в Галаганівській семирічній школі, потім закінчила десятирічку в сусідньому селі Кірове.
Освіта вища. У 1962 році закінчила математичне відділення Херсонського державного педагогічного інституту імені Крупської.
З 1961 року — вчителька математики Галаганівської, Кобзарської восьмирічних школи Снігурівського району Миколаївської області.
З 1966 року — вчителька математики Кіровської середньої школи Бериславського району Херсонської області. Окрім того, протягом 15 років керувала практикою вчителів на курсах перепідготовки при Херсонському державному університеті. Методист, старший вчитель.

## Родина
Ще студенткою вийшла заміж за однокурсника Михайла Токаря.

## Нагороди
- Ордени
- Медалі
- Заслужений вчитель Української РСР
- Відмінник народної освіти СРСР